# Wasserturm Ginosa

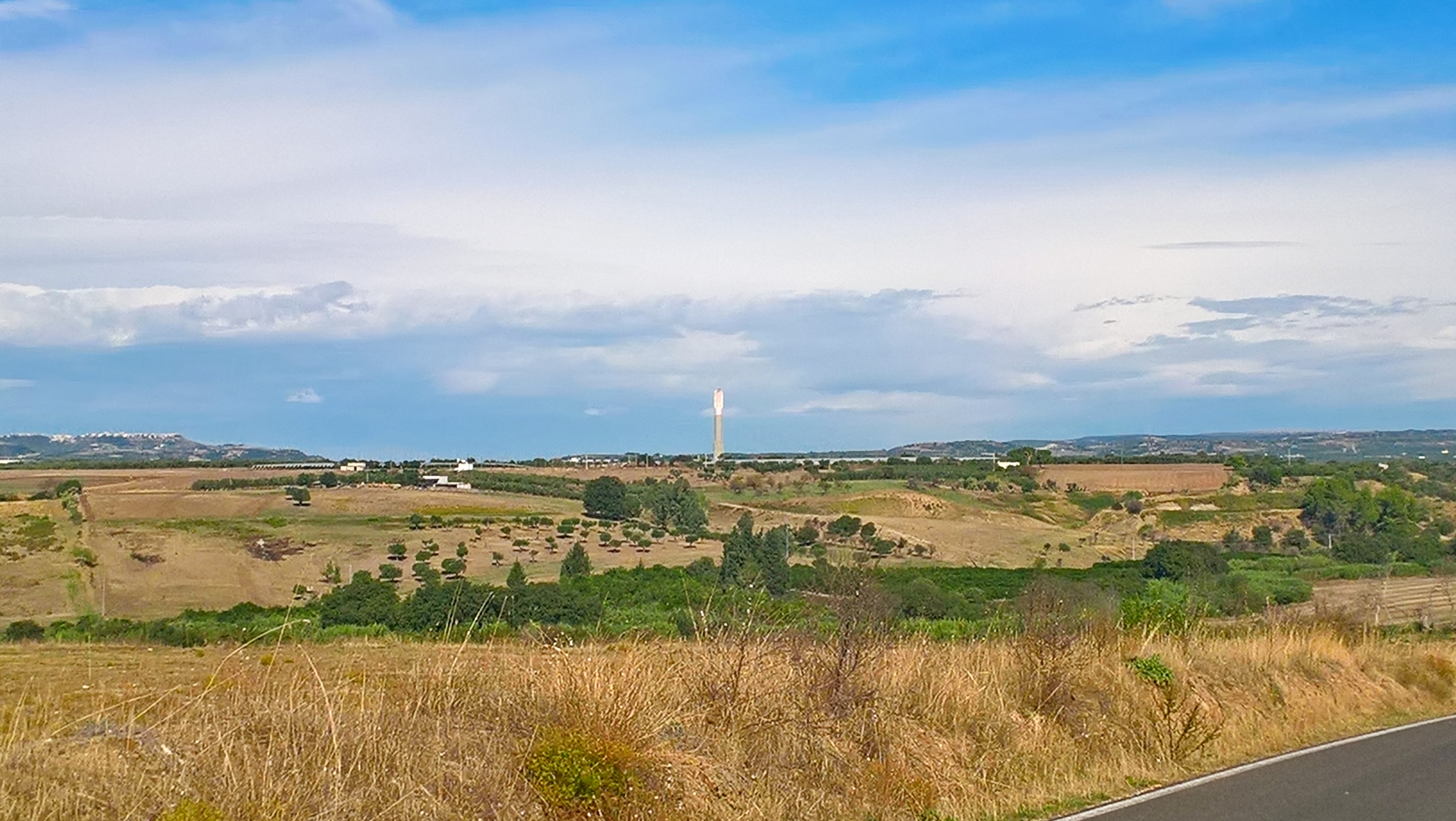
Wasserturm Ginosa

Der piezometrische Wasserturm Ginosa ist ein 122 Meter hoher Wasserturm in der Nähe von Ginosa und dient zum Druckausgleich des Wassers in der Pertusillo-Wasserleitung, die Wasser aus dem Fluss Agri in Basilikata führt. Heute sind die Gewässer des Agri und des Sinni in Basilikata die primären Quellen für die Wasserversorgung in Apulien.
Der Wasserturm von Ginosa ist einer der höchsten Wassertürme Europas und trägt wegen seines Aussehens, das an eine Rakete erinnert, den Spitznamen „Il Missile“, italienisch für „die Rakete“.